# Manassas Junction
Manassas Junction ist eine Eisenbahnkreuzung im Norden des US-Bundesstaats Virginia. Die hier kreuzenden Eisenbahnlinien verbinden das nördliche Virginia und Washington mit Richmond, Virginia und dem Shenandoah-Tal.
Während des Amerikanischen Bürgerkriegs besaß die Kreuzung einigen strategischen Wert. Als wichtige Verbindung erlaubte sie mit Richmond und Washington den Zugang zu den Hauptstädten der verfeindeten Parteien. Gleichzeitig ließ sich von hier der Nachschub für einen der Hauptschauplätze des Krieges, nämlich Virginia und das Shenandoah-Tal, kontrollieren.

## Schlachten im Amerikanischen Bürgerkrieg

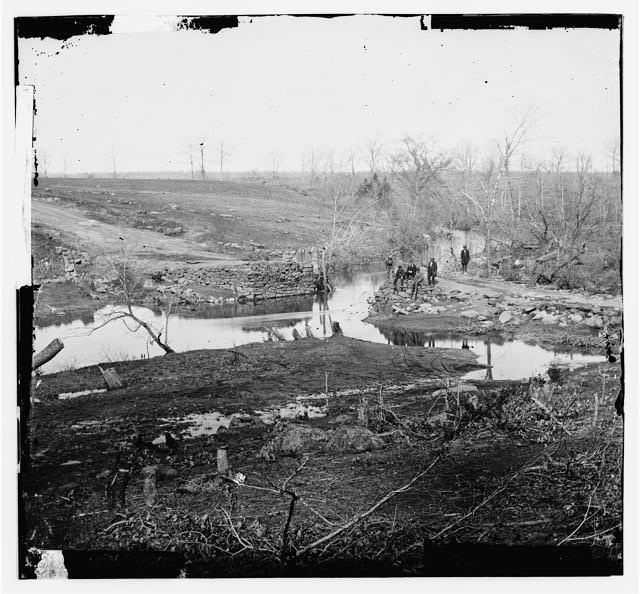
Erste Schlacht von Manassas

Im Verlauf des Bürgerkrieges wurden daher auch zwei Schlachten um den Besitz der Eisenbahnkreuzung geführt. 1861 fand hier die Erste Schlacht von Manassas statt (im Norden bekannt als die Erste Schlacht am Bull Run, benannt nach einem kleinen Fluss auf dem Schlachtfeld), die erste ernstzunehmende Auseinandersetzung des Krieges. Im August 1862 kam es zur Zweiten Schlacht von Manassas (Norden: Zweite Schlacht am Bull Run). Beide Schlachten konnte der Süden für sich entscheiden, war jedoch beide Male nicht in der Lage, den Sieg auszunutzen und Manassas Junction dauerhaft zu besetzen. Im Verlauf des Krieges blieb die Kreuzung beinahe ununterbrochen in der Hand der Nordstaaten (Union).
Nach dem Krieg entstand hier die Stadt Manassas, heute ein Vorort von Washington, D.C. 1940 wurde ein Nationalpark eingerichtet, um das Schlachtfeld als Denkmal zu erhalten und um der zahlreichen Gefallenen auf beiden Seiten zu gedenken.